# Marie och Mårten i nya världen
Marie och Mårten i nya världen är en barn- och ungdomsbok av författaren Maj Bylock, utgiven på svenska av Raben & Sjögren 2003. Det är den femte boken i serien om vallonbarnen Jean och Marie, vilka kom till Sverige på 1600-talet.

## Handling
I bokens inledning lämnar Marie och hennes pojkvän Mårten Sverige i ett skepp, bara en vecka efter regalskeppet Wasas förlisning. Samtidigt som skeppet glider ut från hamnen tar hon ett tårögt farväl av sin tvillingbror Jean. Hon älskar Mårten, men egentligen är hon gift med prästen Antonius Winter, och hon är orolig för att någon skall känna igen henne. Sedan tar de sig via Amsterdam över till Amerika, "drömmarnas och hoppets land", där de slår sig ner som nybyggare vid Hudsonfloden. Livet i det nya landet präglades av dess möten med indianerna, de vilda djuren och av andra invandrare, till exempel de så kallade puritanerna. Bylock skildrar också parets vardagsliv och arbetsfördelning. Det är Marie som skurar golv, lånar eld och fiskar. Mårten arbetar som smed, men går också på jakt. Liksom i Värmlandsskogarna finns exempelvis björn.

## Recensioner
- Recension i SVD 16 februari 2004